# تامس لاورنس

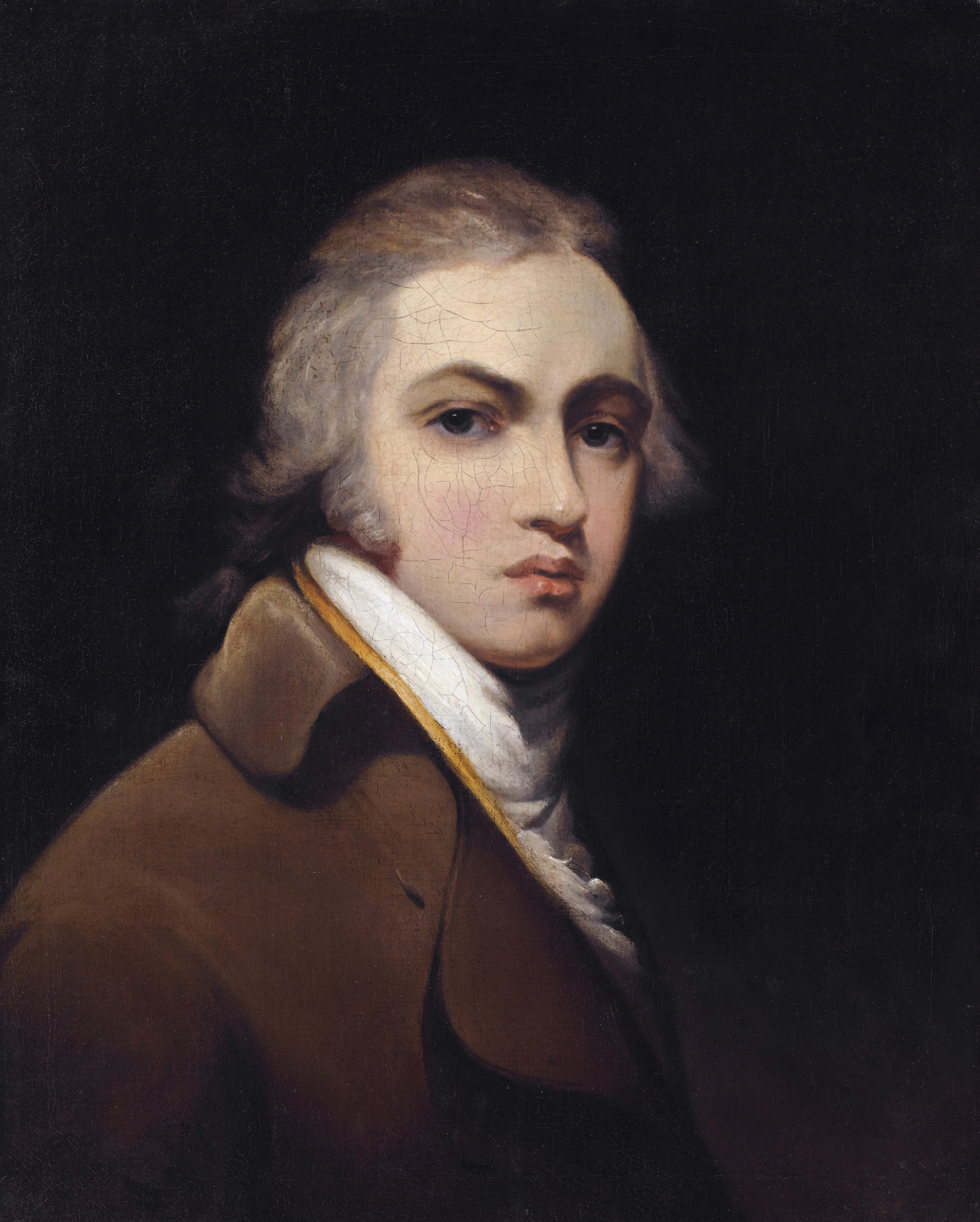
خودچهره‌نگاره‌ای از تامس لاورنس، ۱۷۸۷.

سر تامس لاورنس در سال ۱۷۶۹ در انگلستان زاده شد. وی سمت ریاست آکادمی سلطنتی را داشت.
پدرش مهمانخانه کوچکی را اداره می‌کرد. سرتامس در آن مهمانخانه از قیافه تازه واردان نقاشی می‌کشید. او در سال ۱۷۹۱ با اینکه سن او کمتر از ۲۵ سال بود و مشمول مواد نظام نامه عضویت آکادمی نمی‌شد به این سمت رسید. سپس نقاشی دربار به عهده او قرار گرفت. مدتی بعد ریاست آکادمی را به عهده گرفت. در سال ۱۸۳۰ او در گذشت.

## نگارخانه

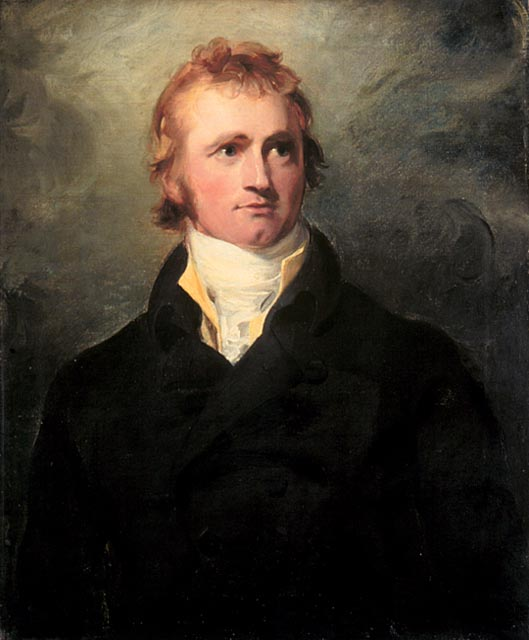
الکساندر مکنزی (پیرامون ۱۸۰۰)، نگارخانه ملی کانادا
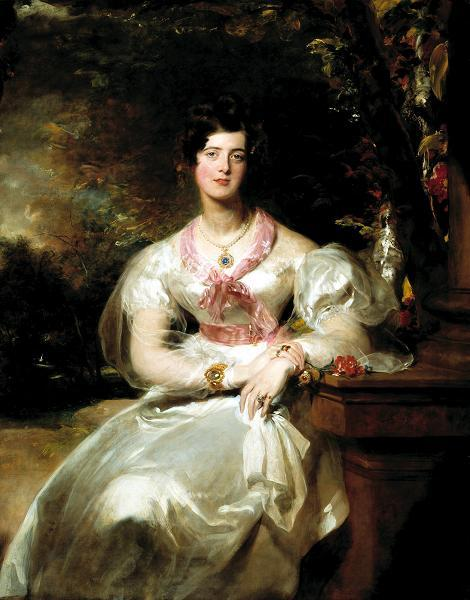
پرترهٔ خانم سیمور بترست، ۱۸۲۸، موزه هنر دالاس
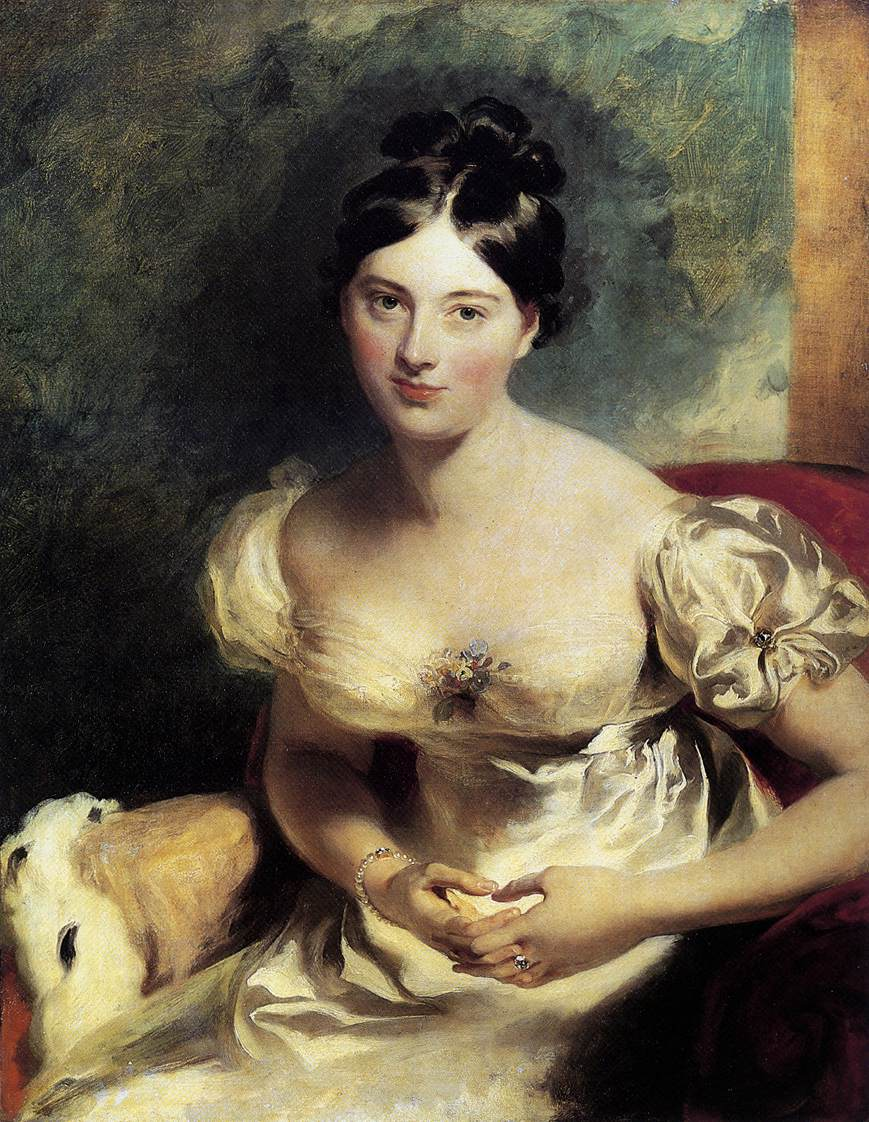
پرترهٔ مارگریت، کنتس بلسینگتون، ۱۸۱۹
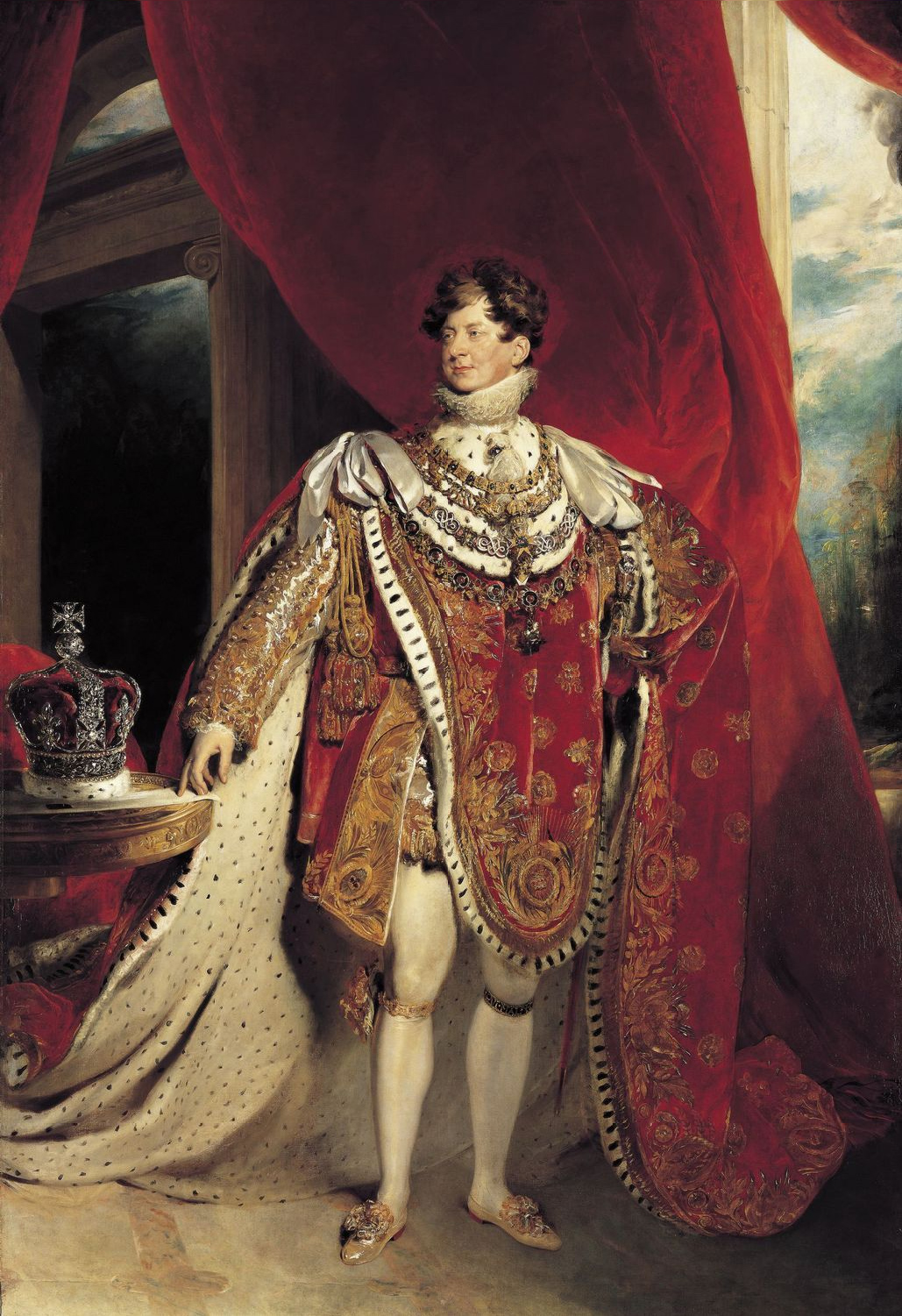
تاج‌گذاری جرج چهارم، پادشاه پادشاهی متحده